# Roland Michener

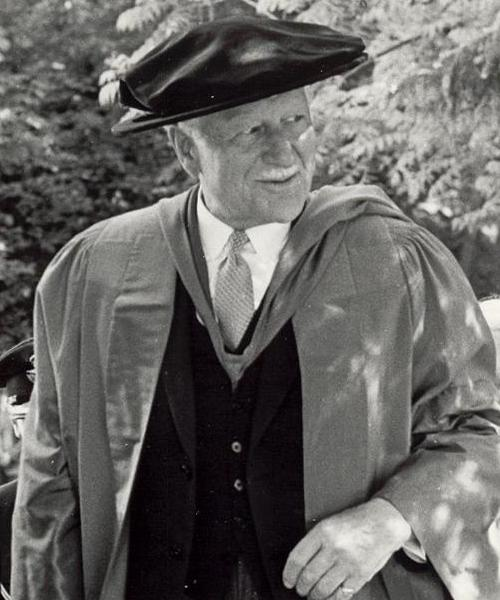
Roland Michener 1972

Daniel Roland Michener, PC, CC, O.Ont, QC (* 19. April 1900 in Lacombe, Alberta, Kanada; † 6. August 1991 in Toronto, Ontario) war ein kanadischer Diplomat und Politiker.

## Biografie
Nach dem Schulbesuch studierte er von 1920 bis 1924 Rechtswissenschaften an der University of Alberta und war anschließend nach seiner Zulassung als Rechtsanwalt tätig. Während des Studiums schloss er Freundschaft mit dem späteren Premierminister Lester Bowles Pearson.
Michener begann seine politische Laufbahn als Kandidat der Konservativen 1945 mit der Wahl zum Abgeordneten der Legislativversammlung von Ontario (Ontario Legislature). Zugleich war er von 1946 bis 1948 Minister in der Provinzregierung von Ontario.
Im Anschluss wurde er 1953 zum Abgeordneten des Kanadischen Unterhauses gewählt und vertrat dort bis 1962 den Wahlkreis Toronto-St. Paul's. Zuletzt war er von 1957 bis 1962 Parlamentspräsident (Speaker). Nach seiner Wahlniederlage bei den Unterhauswahlen 1962 zog er sich vorübergehend aus dem politischen Leben zurück, wurde er aber bald darauf Vertreter von Kanada bei mehreren Internationalen Konferenzen. Zwischen 1964 und 1967 war er als Hochkommissar (High Commissioner) in Indien sowie zugleich in Nepal akkreditiert.
Am 17. April 1967 wurde er als Nachfolger von Georges Vanier zum Generalgouverneur Kanadas ernannt.
1967 erfolgte unter seiner Schirmherrschaft die Eröffnung der Weltausstellung (Expo 67) in Montreal. Während der Oktoberkrise von 1970, die durch die Entführung des britischen Diplomaten James Richard Cross und des Stellvertretenden Premierministers und Arbeitsministers von Québec Pierre Laporte durch die Terrororganisation Front de libération du Québec (FLQ) im Oktober 1970 ausgelöst wurde, erfolgte durch ihn die Unterzeichnung des Kriegsmaßnahmengesetzes (War Measures Act). Als Generalgouverneur hatte er nicht nur hohes Ansehen, sondern stattete auch mehreren Staaten Staatsbesuche ab. So war er 1971 Gast bei der 2500-Jahr-Feier der Iranischen Monarchie. Außerdem schaffte er während seiner Amtszeit auch einige Höflichkeitsformeln wie den Knicks (Curtsy) ab.
Am 14. Januar 1974 folgte ihm Jules Léger im Amt des Generalgouverneurs. Für seine Verdienste wurde Michener unter anderem Companion des Order of Canada (CC). Ihm zu Ehren wurde außerdem das Michener House sowie der Michener Park in seiner Heimatstadt Lacombe benannt.